# Transport w Siedlcach

## Transport kolejowy

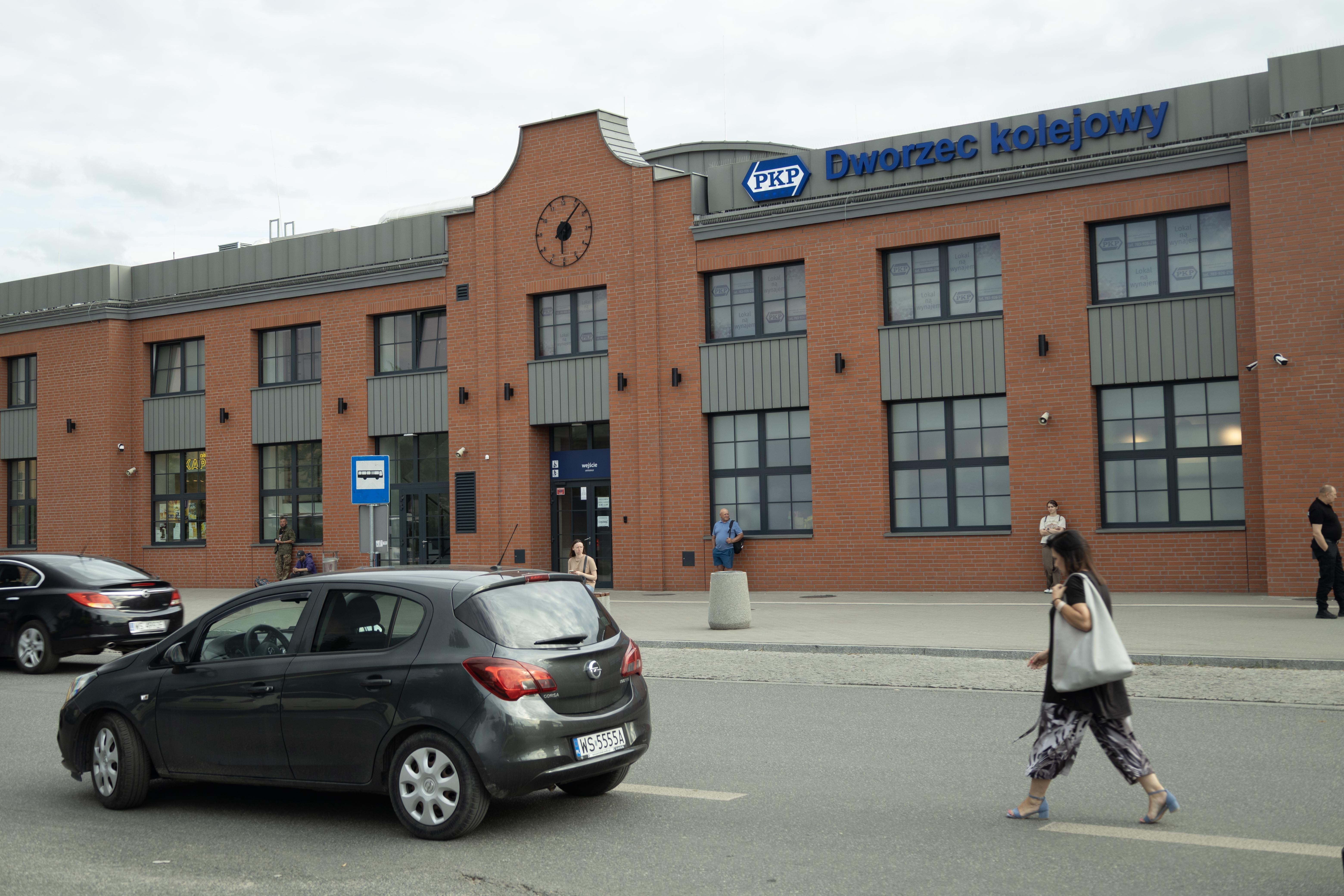
Dworzec kolejowy w Siedlcach

Linie kolejowe łączą Siedlce bezpośrednio z wieloma miastami (połączenia bezpośrednie):
- Siedlce – Warszawa
- Siedlce – Łuków – Terespol – Moskwa – Saratów (najdłuższe połączenie bezpośrednie)
- Siedlce – Czeremcha – Hajnówka
- Siedlce – Małkinia Górna – Ostrołęka (połączenie nieczynne)

### Dworce kolejowe i przystanki
- Główny dworzec kolejowy Siedlce
- Przystanek kolejowy Siedlce Wschodnie
- Przystanek kolejowy Siedlce Zachodnie

## Transport drogowy

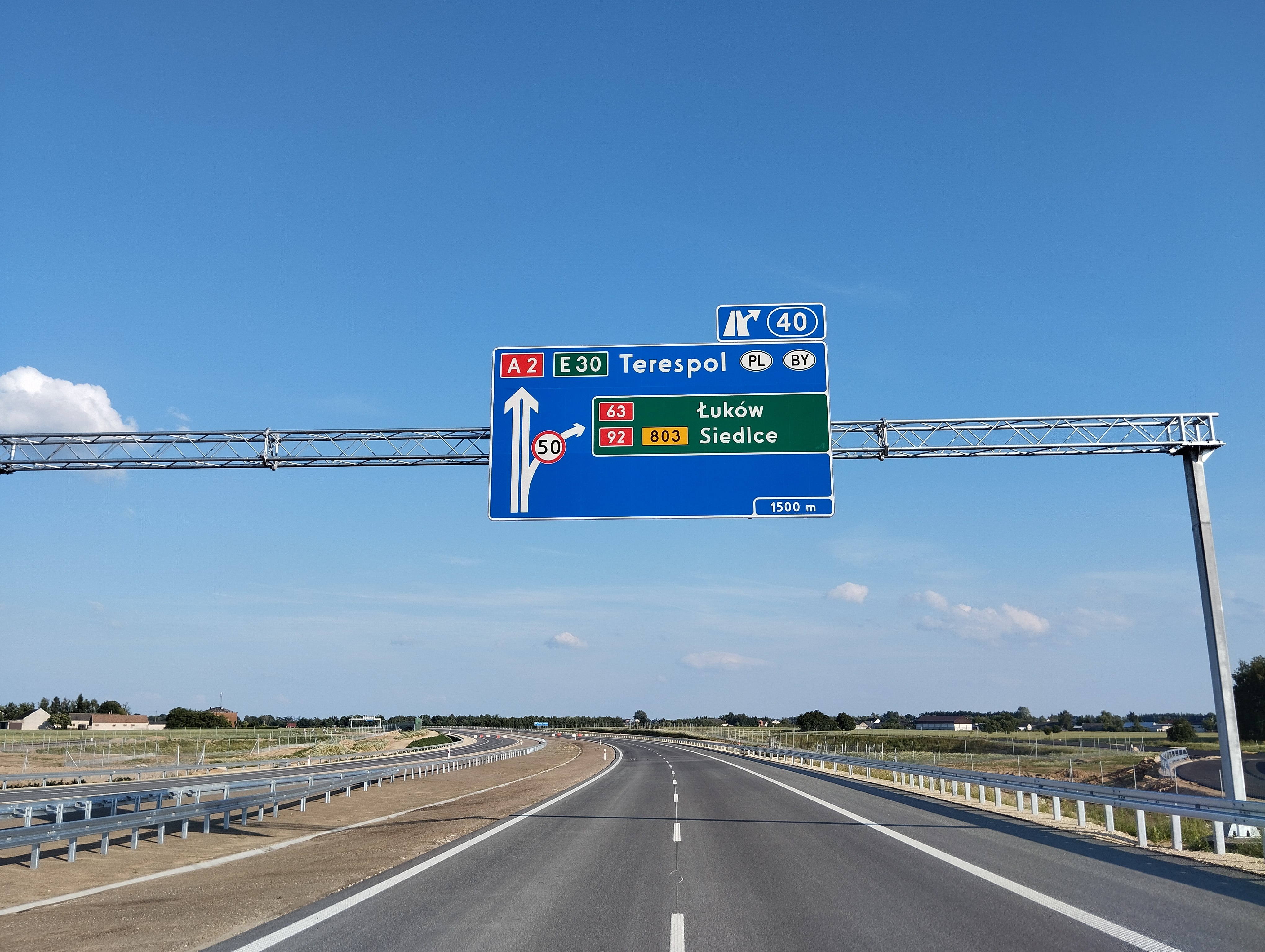
Autostrada A2 w Żelkowie-Kolonii koło Siedlec

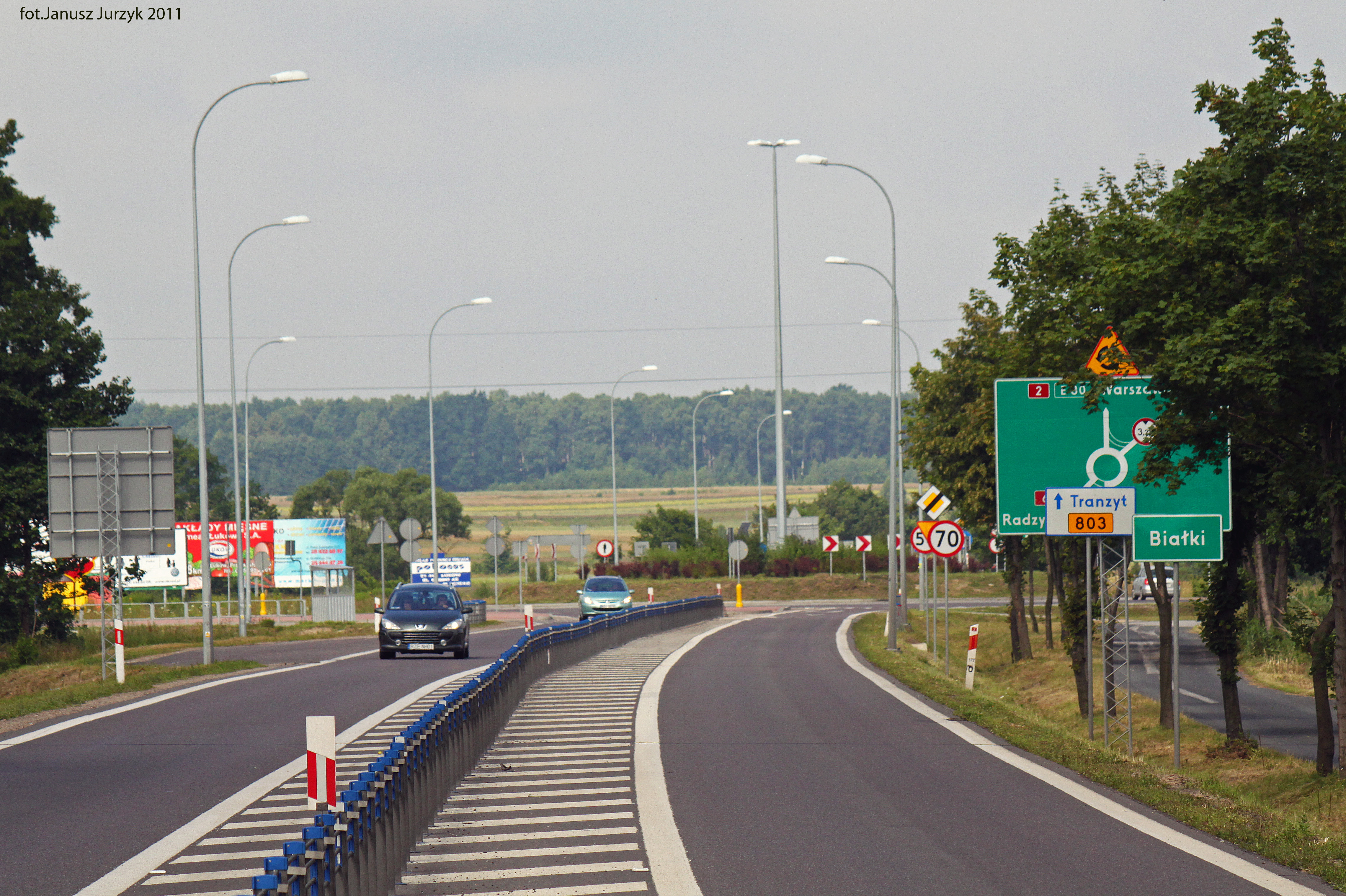
Obwodnica miasta w ciągu drogi krajowej nr 2 (docelowo w ciągu drogi krajowej nr 92)

W mieście krzyżują się 3 drogi krajowe w tym autostrada A2 oraz 2 drogi wojewódzkie. Ponadto w Chodowie od drogi krajowej nr 63 odchodzi Droga wojewódzka nr 696 prowadząca do Węgrowa:
- A2 / 2E30  [Autostrada A2 / DK2 (E30): granica państwa – Świecko – Poznań – Warszawa – Terespol – granica państwa
- 63 Droga krajowa nr 63: granica państwa – Perły – Giżycko – Pisz – Łomża – Zambrów – Siedlce – Radzyń Podlaski – Sławatycze – granica państwa
- 92 Droga krajowa nr 92: Rzepin – Poznań – Konin – Kutno – Ożarów Mazowiecki – Sulejówek – Mińsk Mazowiecki – Siedlce
- 696 Droga wojewódzka nr 696: Węgrów – Chodów
- 698 Droga wojewódzka nr 698: Siedlce – Łosice – Terespol
- 803 Droga wojewódzka nr 803: Siedlce – Stoczek Łukowski

Miasto posiada obwodnicę przebiegającą ok. 3 km od miasta, w ciągu dróg krajowych nr 2 oraz 92. W ramach budowy 100 obwodnic planuje się ją wydłużyć do Chodowa i włączyć do drogi krajowej nr 63

## Publiczny transport zbiorowy

### Komunikacja miejska
Transport publiczny na terenie miasta Siedlce i wybranych miejscowości na terenie niektórych gmin powiatu siedleckiego (Kotuń, Mokobody, Mordy, Siedlce, Skórzec, Suchożebry, Wiśniew, Zbuczyn) zapewnia miejski przewoźnik MPK Siedlce Sp. z o.o.

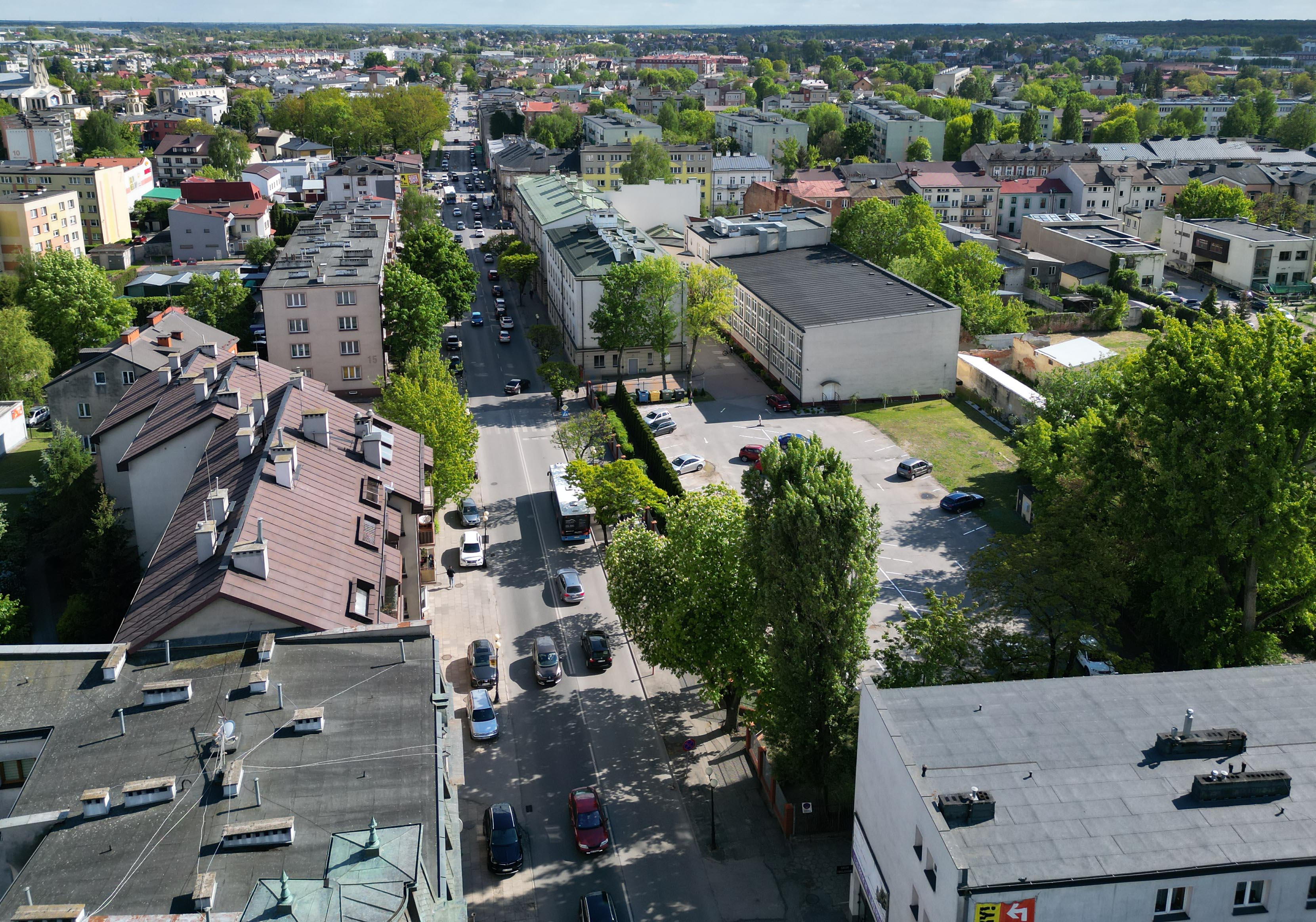
Ulica Floriańska – jedna z kluczowych arterii miasta

### Autobusowe przewozy dalekobieżne
Za autobusowe przewozy międzymiastowe oraz na terenie powiatu siedleckiego odpowiada PKS Siedlce Sp. z o.o. Zapewnia on regularne połączenia autobusowe międzymiastowe z Garwolinem, Stoczkiem Łukowskim.
Autobusy PKS-u zatrzymują się na centrum przesiadkowym koło dworca kolejowego oraz na Placu Zdanowskiego.

### Przewoźnicy prywatni
W Siedlcach i okolicy działa kilkunastu drogowych przewoźników prywatnych obsługujących regularne linie pasażerskie. Umożliwiają oni dojazd do takich miast jak Biała Podlaska, Garwolin, Lublin, Łuków, Łosice, Międzyrzec Podlaski, Mińsk Mazowiecki, Korczew, Sokołów Podlaski, Stoczek Łukowski, Warszawa, Węgrów i in.
Główny przystanek komunikacji prywatnej w Siedlcach znajduje się przy ulicy H. Sienkiewicza koło ronda z ulicą Armii Krajowej. Niektórzy przewoźnicy odjeżdżają też z przystanków przy ul. Armii Krajowej i dworcu PKP.